# 江口街道 (封开县)
江口街道，原为江口镇，是中华人民共和国广东省肇庆市封开县下辖的一个乡镇级行政单位。学校有幼儿园，小学（镇第一小学，第二小学），中学（江口中学，该中学为省一级中学）。

## 行政区划
江口镇下辖以下地区：
江口社区、河南社区、大塘社区、水上社区、封川社区、胜利村、新进村、封川村、勒竹口村、台洞村、扶来村、大旺村、群丰村、丰沙村和曙光村。